# Viola howellii
Viola howellii là một loài thực vật có hoa trong họ Hoa tím. Loài này được A.Gray miêu tả khoa học đầu tiên năm 1887.